# Andrej Preston
Andrej Preston conosciuto su Internet come Sloncek (1986) è un programmatore sloveno.
È il proprietario di Suprnova.org, sito dedicato a BitTorrent, vittima di un lungo procedimento internazionale da parte della RIAA e delle varie lobby discografiche.
Dopo la chiusura di Suprnova, ha iniziato a lavorare al progetto eXeem.